# ماتيلدا تاو
ماتيلدا تاو أو تاو تشينغ ينغ ( بالصينية : 陶晶瑩 و بالبينين تاو جينغ يينغ ) هي مغنية ومضيفة تلفزيونية ومؤلفة تايوانية .
تخرجت ماتيلدا تاو في جامعة تشنغتشي الوطنية . في عام 2005 ، تزوجت من الممثل التايواني الشهير لي لي زين . 

## تقديم البرامج

### عرض منوعات
| عام                   | البرامج           |
| --------------------- | ----------------- |
| 2007 إلى الوقت الحاضر | نجمة المليون      |
| 2007 إلى الوقت الحاضر | جامعة             |
| 2000-2001             | خمن               |
| 1999-2004             | محاضرة حب         |
| 1999-2001             | مواطن التلفزيون   |
| 1996-2004             | الأخبار الترفيهية |
| 1992-1994             | التوأم بانغ       |

### مراسم توزيع الجوائز
| عام  | الجائزة            |
| ---- | ------------------ |
| 1999 | جوائز جولدن هورس   |
| 2000 | جوائز جولدن هورس   |
| 2004 | جوائز جولدن ميلودي |
| 2005 | جوائز جولدن ميلودي |
| 2006 | جوائز جولدن ميلودي |
| 2008 | جوائز جولدن ميلودي |
| 2008 | جوائز جولدن هورس   |
| 2010 | جوائز مائة زهرة    |
| 2013 | جوائز جولدن ميلودي |

## جوائز وترشيحات

### جوائز الجولدن بيل
| العام | الأسم / العمل | الجائزة                               | النتيجة |
| 1999  | محاضرة الحب   | أفضل مقدمة برامج تلفيزيونية           | فازت    |
| 2001  | أخبار الترفيه | أفضل مقدمة في برنامج منوعات تلفيزيوني | فازت    |
| 2007  | نجم المليون   | أفضل مقدمة في برنامج منوعات تلفيزيوني | فازت    |
| 2008  | نجم المليون   | أفضل مقدمة في برنامج منوعات تلفيزيوني | لم تفز  |
| 2009  | نجم المليون   | أفضل مقدمة في برنامج منوعات تلفيزيوني | لم تفز  |
| 2010  | نجم المليون   | أفضل مقدمة في برنامج منوعات تلفيزيوني | لم تفز  |

## روابط خارجية
- وكالة
- مدونة مصغرة